# موریس پری
موریس پری (انگلیسی: Maurice Parry; ۷ نوامبر ۱۸۷۷ – ۲۴ مارس ۱۹۳۵) بازیکن فوتبال اهل بریتانیا بود.
از باشگاه‌هایی که در آن بازی کرده‌است می‌توان به باشگاه فوتبال لستر سیتی و باشگاه فوتبال لیورپول اشاره کرد.